# Toon Standaar
Antonius Wilhelmus (Toon) Standaar (Amsterdam, 1 april 1928) is een Nederlands voormalig voetballer die als aanvaller speelde.

## Biografie
Toon Standaar is de zoon van Marinus Standaar en Margaretha Christina Schram. Hij trouwde op 12 augustus 1952 met Elisabeth Machtilda Antonia Fransman.
Hij speelde van 1951 tot 1955 bij AFC Ajax als linksbuiten. Van zijn debuut in het kampioenschap op 21 oktober 1951 tegen Zwolsche Boys tot zijn laatste wedstrijd op 24 april 1955 tegen De Graafschap speelde Standaar in totaal 20 wedstrijden en scoorde vijf doelpunten in het eerste elftal van Ajax.

## Statistieken
| Club  | Seizoen | Competitie | Competitie | Beker | Beker | Totaal | Totaal |
| Club  | Seizoen | Wed.       | Dlp.       | Wed.  | Dlp.  | Wed.   | Dlp.   |
| ----- | ------- | ---------- | ---------- | ----- | ----- | ------ | ------ |
| Ajax  | 1951/52 | 5          | 1          | -     | -     | 5      | 1      |
| Ajax  | 1952/53 | 9          | 2          | -     | -     | 9      | 2      |
| Ajax  | 1953/54 | 2          | 1          | -     | -     | 2      | 1      |
| Ajax  | 1954/55 | 4*         | 1          | -     | -     | 4      | 1      |
| Total | Total   | 20         | 5          | -     | -     | 20     | 5      |

- Exclusief één wedstrijd van het afgebroken competitie amateurs.